# Winzenburg (Burg)

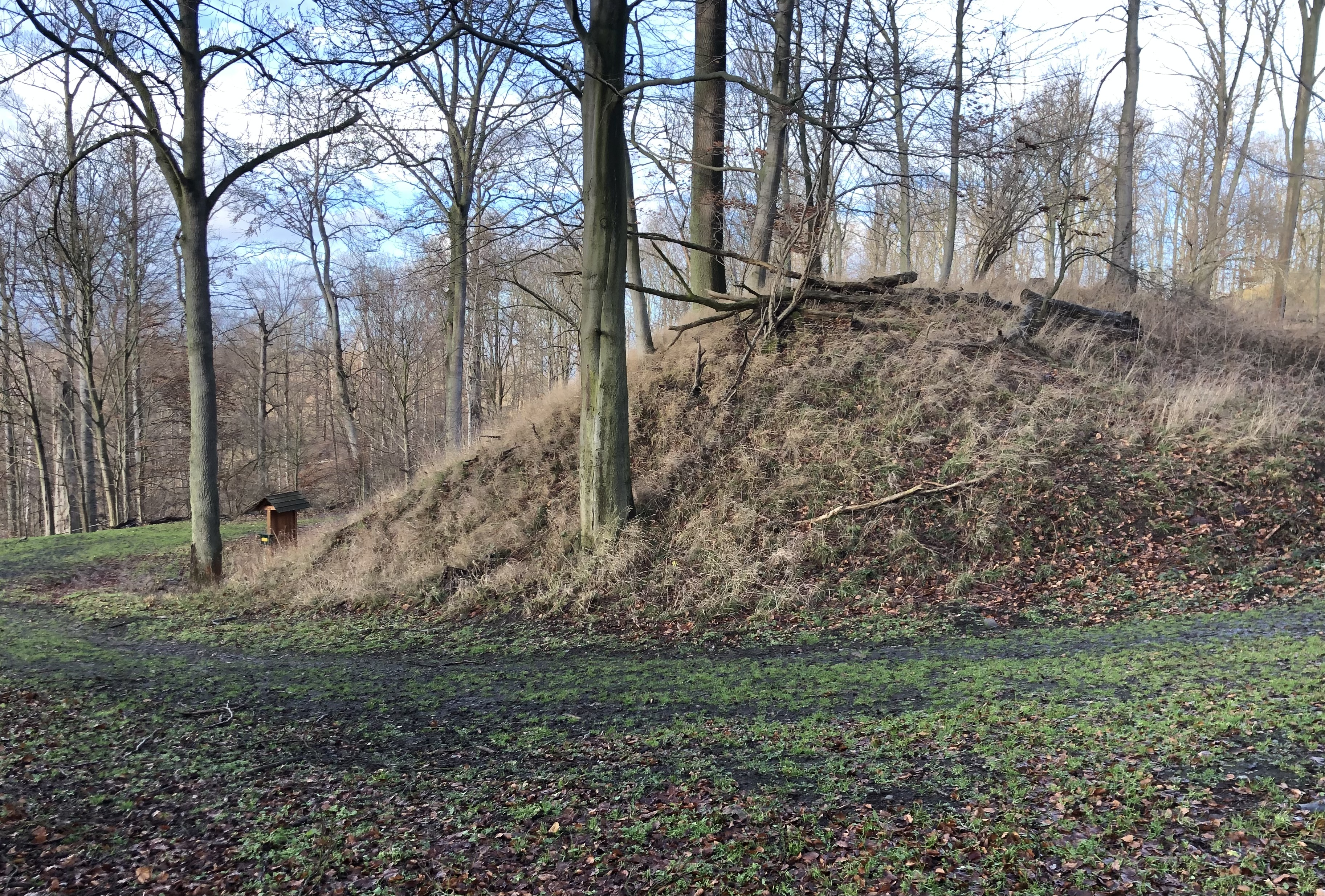
Wall der Winzenburg, 2022

Die Winzenburg sind die unter Denkmalschutz stehenden Reste einer Höhenburganlage auf dem Gebiet der Stadt Thale im Landkreis Harz in Sachsen-Anhalt. Im örtlichen Kulturdenkmalverzeichnis ist das Bauwerk unter der Erfassungsnummer 094 45370 als Baudenkmal und im örtlichen Bodendenkmalverzeichnis unter der Erfassungsnummer 428311090 als Bodendenkmal verzeichnet.

## Allgemeines und Lage
Die Überreste der Wallburg befinden sich ca. 500 m südwestlich der Ortslage von Thale, auf einem Felssporn im Bodetal unweit der Roßtrappe.
Der Winzenburgturm ist kein Rest der Burganlage, sondern wurde 1860 als Aussichtsturm im Bereich der alten Burganlage errichtet. In direkter Näher befindet sich das unter Denkmalschutz stehende Berghotel Rosstrappe.

## Geschichte
Auf dem Bergplateau, auf dem sich die Winzenburg befand, wurden bei Ausgrabungen archäologische Funde gemacht, welche bis zu 5000 Jahre alt sind. So wurden Schwerter, Beile, Lanzen- und Pfeilspitzen gefunden, die aus der Bronze- und Eisenzeit stammen. Zu dieser Zeit wurden die Menschen in dieser Region sesshaft und der Bedarf nach Schutz wuchs. So entstand in der Nähe der Roßtrappe eine gewaltige Wallanlage, auch Heidenwall genannt. Dieser sicherte das Plateau im Westen von Norden nach Süden verlaufend und hatte eine Länge von ca. 500 m und war stellenweise bis zu 6 m hoch und 8 m dick. Im Norden, Osten und Süden wurde das Plateau durch Abhänge natürlich geschützt. Vor- und Nebenwälle verliefen in nordöstliche und nordwestliche Richtung von Hauptwall aus. Sie sicherten so das Plateau bis zur Abbruchkante des Bodetals, äußerster westlicher Eckpfeiler war der Roßtrappenfelsen. Die Wallanlage entstand in mehreren Etappen. Es wird angenommen, dass die unteren Schichten von 1 bis 2 m bereits während der Jungsteinzeit entstanden und die obersten Schichten aus dem Mittelalter stammen. Es wurden in den oberen Sichten unter anderem Mörtelreste gefunden, die auf zerstörte Gebäude hinweisen.
Die Anlage erhielt zu einem späteren Zeitpunkt die Bezeichnung Winzenburg und hatte eine Fläche von ca. 25 ha. Die Hauptburg hatte die Maße von 500 × 400 m. Von einer Burganlage sind keine sichtbaren Spuren erhalten. Über den Zeitpunkt und den Grund der Aufgabe der Winzenburg ist nichts bekannt, da keine schriftlichen Quellen dazu die Zeit überdauert haben.
Durch den aufkeimenden Fremdenverkehr Anfang des 19. Jahrhunderts wurde die Roßtrappe touristisch erschlossen. Beim Ausbau zu einem Hotel- und Ausflugsstandort wurde in den 1930er Jahren eine Straße erbaut. Dabei wurde der vorhandene Wall mehrfach durchschnitten und von Archäologen untersucht.